# Mordet på Anna Lindh
Mordet på Anna Lindh begicks 10 september 2003 på varuhuset NK i Stockholm. Anna Lindh var då en av Socialdemokraternas ledande politiker och hade ingått i Sveriges regering sedan 1994, i vilken hon hade varit Sveriges utrikesminister sedan 1998. 
Mordet skedde i slutskedet av valkampanjen inför folkomröstningen om införandet av euron i Sverige, som skulle hållas den 14 september 2003, och där Anna Lindh var en av de ledande förespråkarna för ja-sidan. Två veckor efter mordet greps gärningsmannen Mijailo Mijailović av polisen och dömdes senare till livstids fängelse för mord, med stöd av bland annat DNA-bevisning.

## Händelseförloppet
Ungefär klockan 15:45, onsdagen den 10 september 2003 lämnade Lindh och hennes väninna Eva Franchell utrikesdepartementets lokaler. De gick in i på köpcentret Gallerian via dess sydvästra entré och stannade vid butiken Jackpot där Lindh köpte en tröja. De fortsatte ut genom Gallerians huvudentré mot Hamngatan, sneddade över korsningen Hamngatan - Regeringsgatan och gick in i varuhuset NK där de strax efter klockan 16:00 tog första rulltrappan upp till andra våningen.

### Attacken

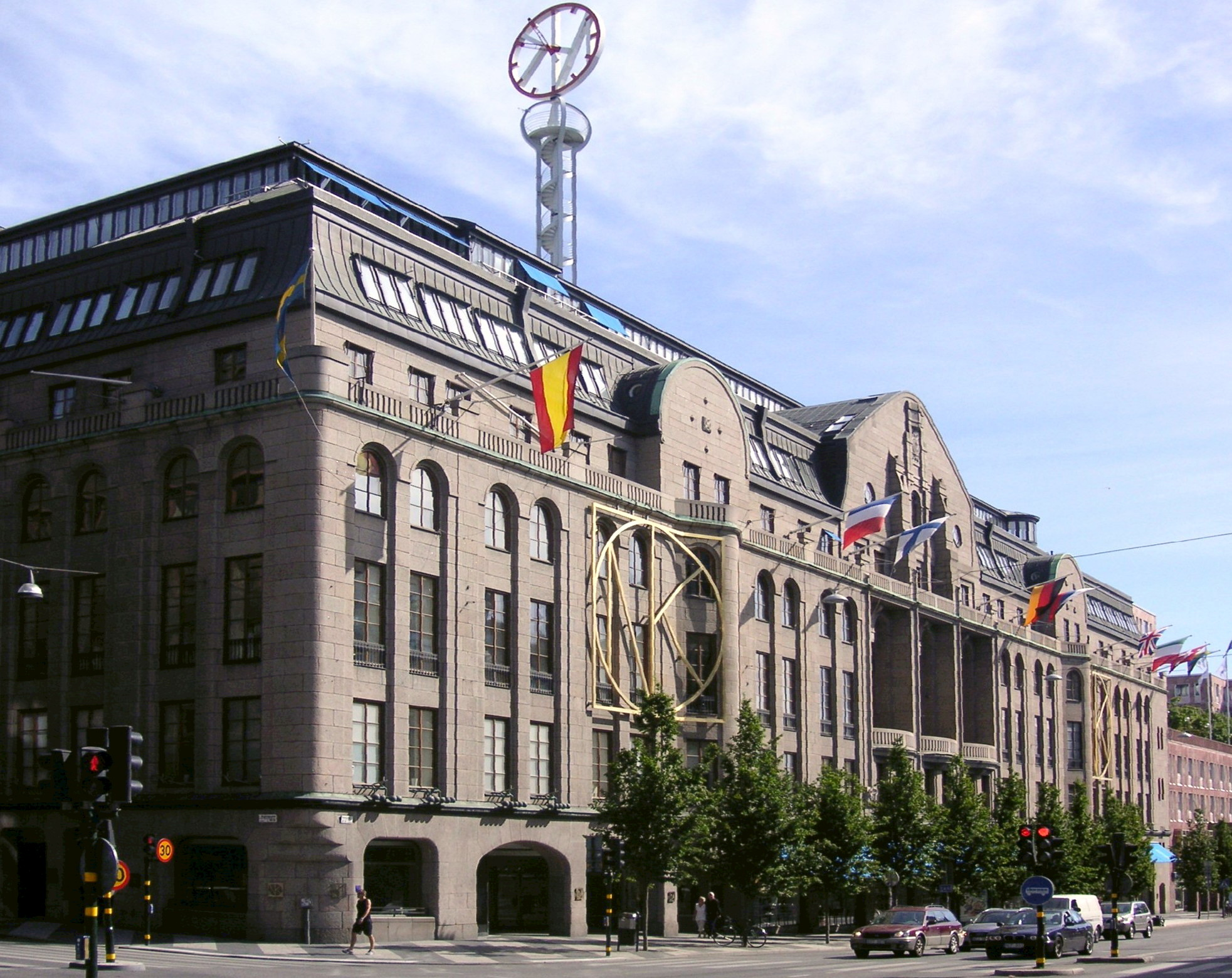
Varuhuset NK på Hamngatan, Stockholm, där mordet ägde rum.

Lindh och Franchell gick runt på damavdelningen på andra våningen för att hitta något Lindh kunde ha på sig till TV4:s utfrågning samma kväll. Inne i butiken Filippa K stod Lindh och tittade på en kavaj när Mijailo Mijailović rusade in och kastade sig över henne. Med en kniv högg han Lindh i buken och på armarna. Franchell skrek och slog honom på hans vänstra underarm. Mijailović släppte då greppet om Lindh som föll ihop på golvet. Han tittade snabbt på Franchell innan han försvann ut ur butiken. Överfallet ägde rum mellan 16:13 och 16:14.
En man som bevittnade händelsen sade till expediten att ringa ambulansen och hjälpte till att försöka stoppa blodflödet. Lindh var vid fullt medvetande och bad Franchell att ringa Lindhs make Bo Holmberg.
Samtidigt gick Mijailović snabbt till rulltrappan ned mot gatuplan, och sprang nedför den. I rulltrappan släppte eller tappade han kniven. Ett vittne tog hand om kniven och med hjälp av en expedit blev den inslagen i silkespapper. Mijailović lämnade NK via utgången mot Regeringsgatan och fortsatte uppför den. I en papperskorg slängde han slidan till kniven och gick in i gallerian Salénhuset. Där slängde han sin marinblå keps i en papperskorg, innan han gick till en frisersalong där han bad att få bli klippt. När frisören förklarade att det inte fanns någon ledig tid lämnade han salongen.
På NK gav kunder och personal Anna Lindh första hjälpen. Hon blödde ymnigt men var vid medvetande. Franchell ringde statsminister Göran Perssons statssekreterare Lars Danielsson. Statsministern befann sig ombord på regeringsplanet som just landat på Bromma flygplats.
När ambulanssjukvårdarna kom till NK mätte de blodtrycket som visade sig vara lågt. Lindh var på väg in i ett chocktillstånd och förlorade medvetandet. Sjukvårdarna gav henne syrgas och dropp och Lindh återfick medvetandet. Franchell åkte med i ambulansen som lämnade Hamngatan klockan 16:33 och körde via Sveavägen mot Karolinska sjukhuset.

### Operation och dödsbud

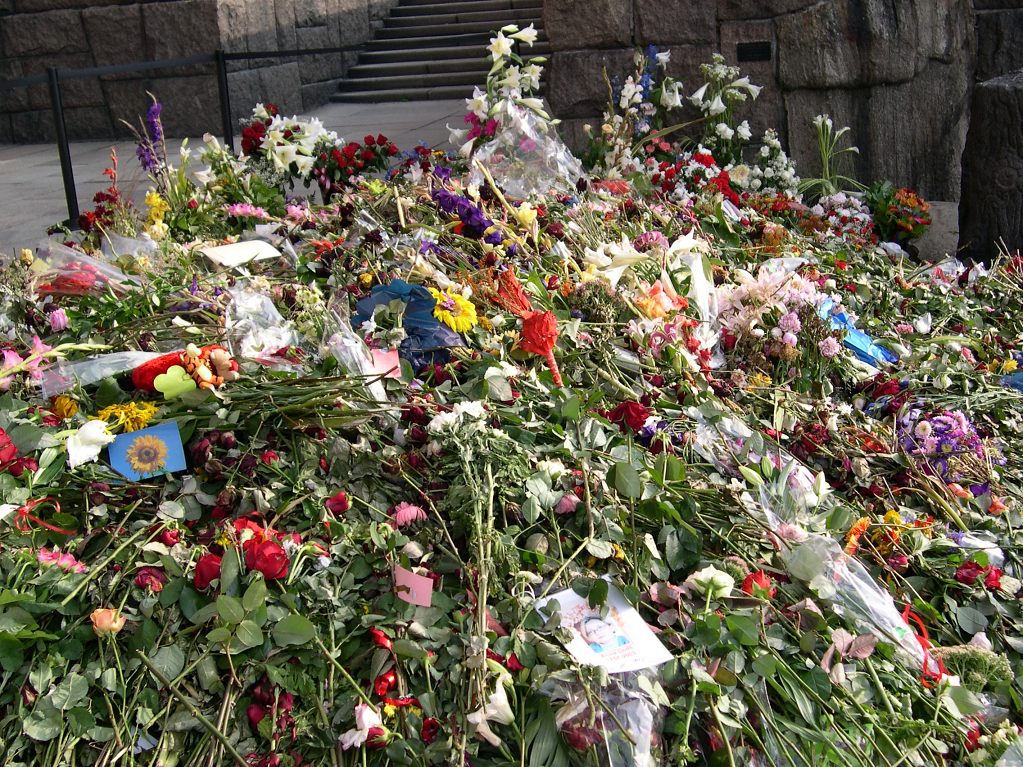
Blommor till minne av Anna Lindh.

Vid ankomsten till Karolinska sjukhuset klockan 16:39 var utrikesministern vid medvetande men visade tecken på inre blödningar, varför man omedelbart beslutade om operation. Lindh var allvarligt knivskuren i bröstet, buken och armarna. På grund av att hon förlorat mycket blod sjönk blodtrycket snabbt. Operationen startade ungefär klockan 17:00. Vid operationen kunde läkarna konstatera att Lindh hade en kraftiga blödningar från en leverskada och från flera stora blodkärl i buken. Omfattande blodtransfusioner krävdes under hela operationen.
Vid operationen konstaterade läkarna att kniven hade trängt igenom levern och stuckit hål på portådern vilket gjorde att blodet strömmade ut i buken. Operationen pågick fram till klockan 20:00 varefter Lindh fick vila. Cirka klockan 21:00 hade blödningarna fortsatt i sådan omfattning att man fortsatte operationen. Under den senare delen av kvällen lyckades man stoppa blodflödet. Under natten hade Lindhs kritiska tillstånd förbättrats något med stabiliserad cirkulation. Klockan 03:00 beskrev två av läkarna hennes tillstånd som kritiskt men stabilt inför journalister. Blödningen bedömdes vara under kontroll och utrikesministern hade nu fått en mycket stor mängd blod, sammanlagt 80 liter.
Klockan 04:30 inträffade en hastig försämring på grund av blödningschock. Trots att all nödvändig medicinsk expertis och teknisk utrustning hela tiden använts gick Lindhs liv inte att rädda utan hon dog klockan 05:29.

### Omedelbart efter mordet

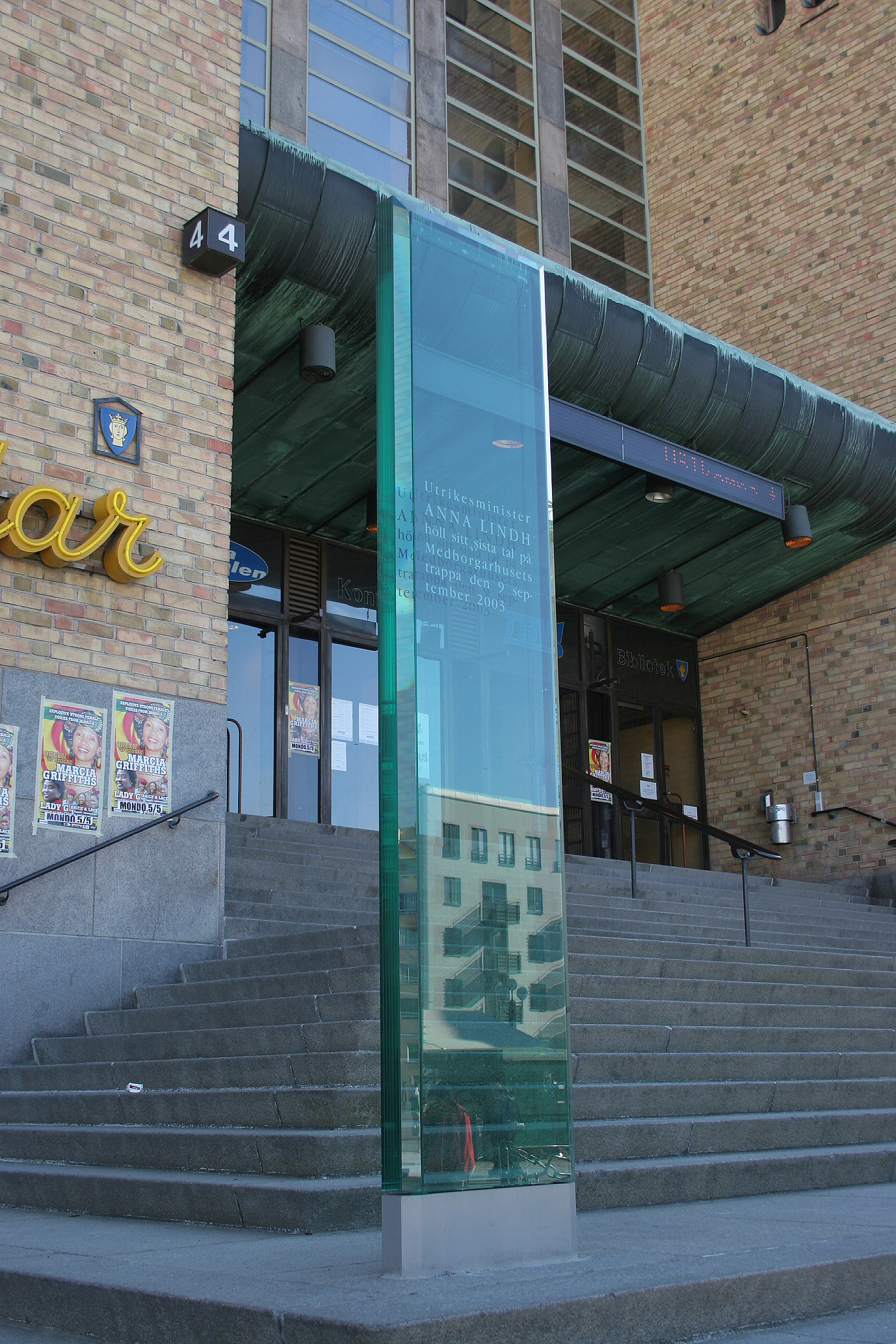
Minnesmärke i glas till Anna Lindhs minne på Medborgarplatsen, Stockholm, där hon höll sitt sista tal.

Klockan 16:41 gick den svenska nyhetsbyrån TT ut med nyheten att utrikesministern hade blivit knivskuren.
Statsrådsberedningen kallade till presskonferens i Rosenbad klockan 18:00 där statsminister Göran Persson meddelade att utrikesministern blivit knivskuren och att hon låg på operation. Han sade också att han ställde in alla aktiviteter inför folkomröstningskampanjen tills vidare, förutom möjligtvis fredagens slutdebatt i SVT. Statsministern deltog i ytterligare en presskonferens klockan 22:00 där han meddelade att han skulle träffa riksdagens partiledare dagen efter för att diskutera hur kampanjen skulle kunna fortsätta.
Klockan 06:50 den 11 september fick två tjänstemän från Regeringskansliet, som stannat på sjukhuset hela natten, besked från läkare att Lindh hade avlidit. Dessa tog kontakt med statssekreterare Lars Danielsson och gav honom beskedet. Danielsson ringde statsministern som kallade till presskonferens för att meddela Lindhs bortgång. Klockan 09:13 gick TT ut med nyheten: "Utrikesminister Anna Lindh har avlidit av de skador hon ådrog sig vid gårdagens knivöverfall i Stockholm." Senare under dagen mötte statsminister Persson de övriga partiledarna för att diskutera valkampanjen och man kom överens om att folkomröstningen skulle hållas som planerat.
Strax efter mordet knivmördades en femårig flicka av en patient från psykiatriska avdelningen på Arvika sjukhus, kort efter att denna fått höra om mordet på Lindh.

## Polisens utredning
Mindre än en timme efter mordet utsågs kriminalkommissarie Christer Nilsson vid länskriminalens våldssektion till förundersökningsledare. Polisens ledningscentral fick nästan omgående ta emot tips från allmänheten. Polisen beslöt att inte spärra av tunnelbanan eftersom det skulle ha skapat kaos under rusningstid. Vittnesförhören inleddes samma kväll och bland annat förhördes många vittnen från NK. Polisens kriminaltekniker undersökte butikslokalen efter spår från mördaren.
Senare på kvällen utsågs överåklagare Agneta Blidberg till förundersökningsledare. Länskriminalens chef Leif Jennekvist utsågs att leda utredningsarbetet. Följande dag, den 11 september, tog polisen hand om tusentals timmar med inspelningar från övervakningskameror i centrala Stockholm. Inne på NK hade övervakningskamerorna spelat in en man som stämde överens med vittnenas beskrivning av gärningsmannen: en yngre spenslig man klädd i keps, grå munkjacka och gröna byxor som med bestämda steg vandrade runt i varuhuset utan att egentligen stanna och titta på något i dess butiker. Den frisör i Salénhuset som Mijailović hade försökt klippa sig hos hörde av sig till polisen och kunde lämna en god beskrivning av gärningsmannen.
Bilderna på NK-mannen lades in i polisens sekretessbelagda interna register Akutinfo den 12 september då man hoppades att någon polis i landet skulle känna igen honom och på så vis kunna identifiera honom. Morgonen den 13 september publicerade både Aftonbladet och Expressen polisens bilder på mannen på NK.

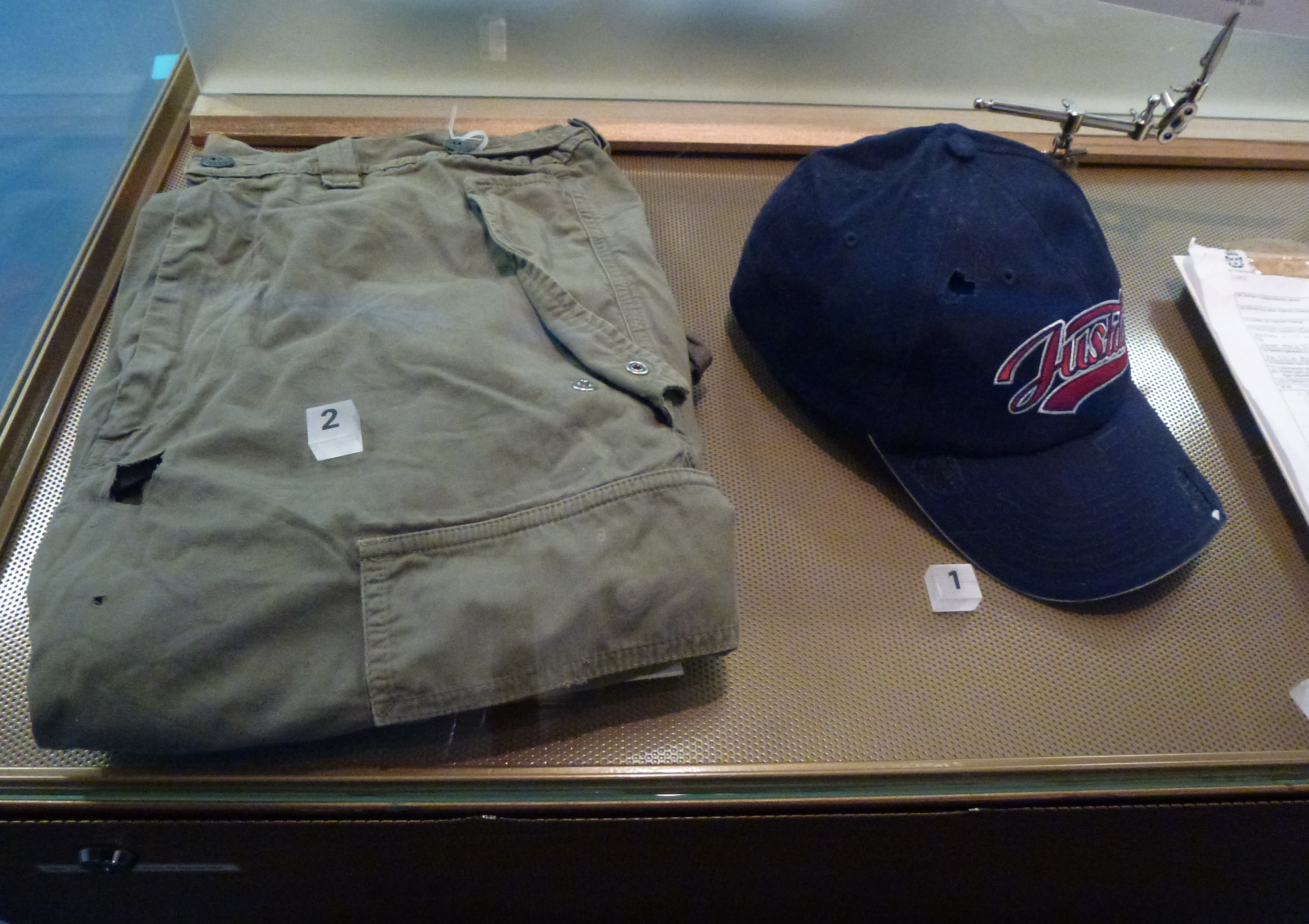
Mijailo Mijailović byxor och keps som han bar vid mordet på Anna Lind, utställda på Polismuseet.

Polisens Gärningsmannaprofilgrupp blev snabbt inkopplad och bedömde att mordet inte var utfört av en lejd mördare, eftersom en sådan knappast skulle mörda någon med kniv inne på ett varuhus fullt med vittnen. Inte heller bedömde gruppen att det var ett rånmord av en missbrukare eller psykiskt sjuk person eftersom en sådan person på NK:s damavdelning snabbt skulle omhändertas av varuhusets säkerhetsvakter. Inte heller skulle en sådan person välja en plats som NK för att utföra ett rån. Att gärningsmannen passerat massor av andra människor innan han anföll Lindh tydde på att han hade valt ut henne i förväg. Gruppen bedömde att mordet begåtts av en person som använde gärningen för att kommunicera med omvärlden, en person som vanligen kan kontrollera sig och är ordningsam men som i vissa situationer helt kan tappa kontrollen.
Den kriminaltekniska undersökningen av den marinblå kepsen som hittats i Salénhuset, avslöjade 150 små mockafibrer från den jacka som Anna Lindh burit, vilket visade att kepsen kom från brottsplatsen.
Den 14 september fick polisen in ett tips om att mannen på NK var i 25-årsåldern, hette Mikael, kom från Jugoslavien och tidigare hade bott på Gröndalsvägen i Hovsjö utanför Södertälje. Samma dag fick polisen in tips om att NK-mannen liknade en psykiskt sjuk 25-åring i Tullinge från Jugoslavien som hette Mikael. Enligt tipsaren hade denne Mikael både klippt håret och bränt sina kläder samma dag som Anna Lindh mördades. Det första tipset ledde till att polisen började leta i sina register efter en Mikael som hade bott på denna adress i Hovsjö. Det visade sig att Mijailović hade bott där och att han nu bodde i Tullinge. Med hänsyn till hans tidigare brott, hans återkommande kontakter med psykvården och att hans passfoto var likt NK-mannen beslutade spaningsledningen att polisen skulle börja spana efter honom.

### 35-åringen
Den 14 september fick polisen också in tips om att mannen på NK:s bilder var en känd 35-åring som dömts för sammanlagt 40 olika brott. Tipsen hade kommit in från flera trovärdiga personer som mött 35-åringen i sina yrkesroller. Även personer i 35-åringens bekantskapskrets hade pekat ut honom som personen på NK:s övervakningsbilder. Polisen förhörde mannens mor som trodde att det var hennes son på kamerabilderna från NK. Mannen saknade fast bostad och den nationella insatsstyrkan användes vid ett tillslag mot mannens pappas bostad i södra Sverige, då polisen trodde att han uppehöll sig där.
Sent på kvällen måndagen den 15 september anhölls denne man i sin frånvaro som skäligen misstänkt för mordet på Anna Lindh. Klockan 21:07 på kvällen den 16 september greps mannen på restaurangen "East End Company" i närheten av Råsundastadion i Solna, där det pågick en fotbollsmatch mellan Djurgården och Hammarby. Han fördes till Kronobergshäktet där DNA-prov togs. Till försvarsadvokat utsågs Gunnar Falk. Fredagen den 19 september häktades 35-åringen av Stockholms tingsrätt som skäligen misstänkt för mordet på Anna Lindh.
Den vidare utvecklingen, bland annat analysen av kniven och kepsen, gjorde att mannen släpptes den 24 september.

#### Förtalsmålet
Trots att överåklagaren tillika förundersökningsledaren poängterade att 35-åringen endast var misstänkt enligt den lägre graden, och trots att polisen uttryckligen betonade att man följde upp flera olika spår, publicerade flera tidningar ingående privata detaljer och tillkortakommanden. Det ledde till att mannen stämde tidningarna Expressen, Sydsvenskan, Kvällsposten och GT för förtal i ett mål som kom att pågå i flera år. De ansvarige utgivarna friades, men mannen överklagade att han skulle betala tidningarnas rättegångskostnader. Frågan om rättegångskostnaderna kom till slut att tas upp i Högsta domstolen som befriade honom från skyldigheten att ersätta tidningarna för rättegångskostnaderna med motiveringen att det fanns befogad anledning för mannen att få sin sak prövad i domstol.

### Mijailo Mijailović

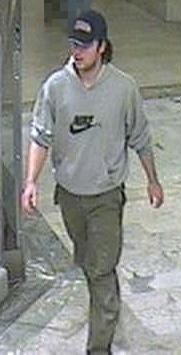
Mijailović på NK:s övervakningskamera strax före mordet.

Efter att ha lämnat Salénhuset stoppade Mijailović en taxi utanför Dramaten och bad att få bli körd till Tullinge. När taxin var framme utanför huset där Mijailovićs mammas lägenhet låg, frågade Mijailović vad det skulle kosta att åka vidare till Södertälje. Taxichauffören svarade att det skulle kosta 300-400 kronor och Mijailović svarade då att han skulle gå upp och hämta pengarna. För att inte gå miste om betalningen följde chauffören med upp och väntade vid ytterdörren. I lägenheten berättade Mijailović vad han gjort för sin mamma, samlade ihop lite kläder i en svart väska och tog med sig 3 000 kronor.
Färden fortsatte sedan till Hovsjö utanför Södertälje. I ett skogsområde i närheten av Hovsjö centrum bytte Mijailović kläder, lade dem i väskan och försökte tända eld på den. Det lyckades inte och istället gömde han väskan under en gran. I Hovsjö hade Mijailović en bekant där han stannade resten av kvällen och tittade på TV:s nyheter.
Dagarna därefter bodde Mijailović hos en kamrat och hans sambo, i en lägenhet i Solna. Under helgen sökte Mijailović hjälp på Huddinge sjukhus för sina sömnsvårigheter och hallucinationer. Måndagen den 15 september fick han åter sova över hos sin vän i Solna. Sambon tyckte att Mijailović betedde sig allt konstigare och när han den 16 september vägrade lämna lägenheten ringde kompisen polisen. Polisen körde Mijailović till S:t Görans sjukhus.
Kvällen den 17 september kontaktade Mijailovićs kamrat polisen och berättade att han trodde Mijailović var intressant för polisen. Den 19 september förhördes kamraten som fick berätta vad Mijailović hade gjort den senaste tiden. Enligt kompisen var Mijailović mycket lik mannen på bilderna från NK. Från dennes lägenhet samlade man ihop Mijailovićs avklippta hår för att kunna jämföra dessa med hårstrån i den upphittade kepsen.
För att få tag i Mijailovićs DNA valde spaningsledningen att hämta ut Mijailovićs PKU-test från Huddinge sjukhus. PKU-registret innehåller blodprov från nästan alla födda i Sverige efter 1975. Från blodprovet kunde man få fram ett DNA-prov. Från den upphittade kniven hade man hittat spår av DNA som skickades till Forensic Science Service i Birmingham i Storbritannien och dess laboratorium kunde den 24 september meddela att det fanns DNA från två personer på mordvapnet: Anna Lindhs och Mijailovićs.

## Rättsprocessen
Den 24 september greps Mijailović i hemmet i Tullinge av nationella insatsstyrkan. På Kronobergshäktet fick han veta att han på sannolika skäl var misstänkt för mordet. På egen begäran tilldelades han advokat Peter Althin som försvarsadvokat. Den 26 september häktades han på sannolika skäl misstänkt för mord. Tingsrätten beslöt också att Mijailović skulle genomgå en så kallad paragraf 7-utredning för att fastställa om han led av en allvarlig psykisk störning.
Efter gripandet förhördes hans mor där hon berättade att hon tillsammans med sin son återvänt till skogspartiet i Hovsjö där han gömt väskan med kläderna. Där hade de hällt en flaska Slivovits över den grå Nike-tröja han burit vid mordet och tänt eld på den.
Han nekade till att vara skyldig ända fram till den 6 januari 2004, då han erkände för sin advokat. Mijailović berättade att han den 10 september hade mått dåligt och inte sovit ordentligt på flera dygn. Han hade åkt in till centrala Stockholm. Han hörde röster som talade till honom och när han fick se Anna Lindh gick han till attack.
Vid rättegången i januari 2004 fastställde Stockholms tingsrätt att Mijailović var ansvarig för mordet och beslutade att han skulle genomgå så kallad stor rättspsykiatrisk undersökning. Den 9 mars var undersökningen klar och det meddelades att Mijailović var frisk nog att kunna dömas till fängelse. Rättegången återupptogs och den 23 mars dömdes Mijailović till livstids fängelse av en enig tingsrätt.
Tingsrättens dom överklagades till Svea hovrätt som den 8 juli 2004 dömde Mijailović till rättspsykiatrisk vård med särskild utskrivningsprövning. Högsta domstolen behandlade överklagandet från den 10 november och dömde Mijailović den 2 december till livstids fängelse.